# Концерт для виолончели с оркестром № 2 (Хренников)

Виолончелист Михаил Хомицер, которому Хренников посвятил своё произведение.

Концерт для виолончели с оркестром № 2 соч. 30 — произведение Тихона Хренникова для солирующей виолончели и симфонического оркестра в двух частях. Концерт посвящён Михаилу Хомицеру. Премьера состоялась 1 апреля 1986 года в Большом зале Московской консерватории.

## История
Концерт был написан в 1985—1986 годах и посвящен Михаилу Хомицеру. Премьера концерта состоялась 1 апреля 1986 году в Большом зале Московской государственной консерватории в исполнении виолончелиста Михаила Хомицера, Государственного академического симфонического оркестра СССР под управлением Евгения Светланова.
Среди исполнителей этого произведения такие виолончелисты, как Михаил Хомицер, Мстислав Ростропович, Марио Брунелло, Борислав Струлёв, Микаэла Фукачова и др.

## Структура
- 1 часть — Adagio
- 2 часть — Con moto

## Состав оркестра
- 2 Flauti
- Piccolo
- 2 Oboi
- Corno inglese
- 2 Clarinetti (B)
- Clarinetto basso (B)
- 2 Fagotti
- Contrafagotto
- 4 Corni (F)
- 3 Trombe (B)
- 3 Tromboni
- Tuba
- Timpani
- Tamburo militare
- Campanelli
- Silofono
- Аrра
- Violoncello solo
- Violini I
- Violini II
- Viole
- Violoncelli
- Contrabassi

## Известные аудиозаписи
- 1986 — солист Марио Брунелло, Академический симфонический оркестр Московской филармонии, дирижёр Валерий Гергиев[3];
- 1986 — солист Кирилл Родин, Академический симфонический оркестр Московской филармонии, дирижёр Валерий Гергиев[5]
- 1987 — солист Михаил Хомицер, Государственный академический симфонический оркестр СССР, дирижёр Евгений Светланов[2];
- 19?? — солист Мстислав Ростропович, Большой симфонический оркестр Центрального телевидения и Всесоюзного радио, дирижёр Геннадий Рождественский[2].